# キリシマミドリシジミ
キリシマミドリシジミ（霧島緑小灰蝶、Thermozephyrus ataxusまたはChrysozephyrus ataxus）は、チョウ目（鱗翅目）シジミチョウ科ミドリシジミ亜科に属するチョウの一つ。

## 概要
樹頂性のシジミチョウの一種で、7～8月にのみ出現する。1921年7月、鹿児島県霧島山で発見されたため、「霧島」の地名が和名に付けられた。
ミドリシジミの仲間は（クロミドリシジミを除き）雄は翅表に緑色の光沢を持ち、雌は翅の中央に少々の光沢斑を持っていて翅裏は雌雄差がほとんど無いが、本種は翅表だけでなく翅裏でも雌雄差がある。雄の翅裏は灰白色、雌の翅裏は褐色で中央に縦に走る白帯を持ち、いずれも後翅肛角の尾状突起付け根に朱色の斑紋がある。
Thermozephyrusに属するミドリシジミは国内では本種のみ（ただし、ThermozephyrusはChrysozephyrusのシノニムとされることもある）。
食樹は地域によって異なる。主にアカガシやウラジロガシなどを食べる。卵は休眠芽基部に1～数個産みつけられ、そのまま越冬し翌年孵化する。

## 分布
本州の西丹沢から屋久島までいくつかの生息地がある（対馬含む）。いずれも山地。東北地方以北にはいない。国外では中国大陸西部、朝鮮半島、ヒマラヤ、ミャンマーに分布する。

## 近縁種
台湾産のホウライミドリシジミ Chrysozephyrus lingi を本種の亜種とする見解もある。
2014年にはベトナムからタイリクホウライミドリシジミThermozephyrus kubotae が発見されたのを機に、日本亜種を日本固有の別種T. kirishimaensis とし、大陸産個体群をタイリクキリシマミドリシジミとする見解が出された。